# Cleocnemis mutilata
Cleocnemis mutilata är en spindelart som först beskrevs av Cândido Firmino de Mello-Leitão 1917.  
Cleocnemis mutilata ingår i släktet Cleocnemis och familjen snabblöparspindlar. Inga underarter finns listade i Catalogue of Life.